# 1957 у кіно

## Події
- 23 квітня-10 травня — 10-й Каннський міжнародний кінофестиваль, Канни, Франція.
- 21 червня-2 липня — 7-й Берлінський міжнародний кінофестиваль, Західний Берлін.
- 3 серпня — 2-а церемонія вручення кінопремії «Давид ді Донателло», Рим, Італія.
- 25 серпня-8 вересня — 18-й Венеційський кінофестиваль, Венеція, Італія.

## Фільми
- 12 розгніваних чоловіків
- Летять журавлі

### УРСР
- Мандрівка в молодість

## Персоналії

### Народилися

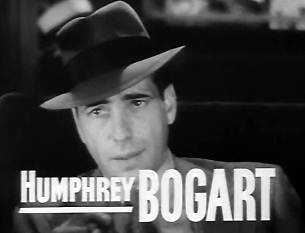
Гамфрі Богарт у фільмі «Невидимі смуги» (1939)

- 4 січня:
  - Фабріціо Бентівольо, італійський актор, сценарист і режисер.
  - Ластівка Петро Петрович, український театральний режисер, актор театру і кіно.
- 14 січня — Гамфрі Боґарт, американський кіноактор.
- 21 січня — Божок Тетяна Андріївна, радянська і російська акторка кіно і дубляжу.
- 25 січня — Ростоцький Андрій Станіславович, радянський і російський кіноактор, кінорежисер, сценарист, каскадер, постановник трюків, телеведучий.
- 9 лютого — Жако ван Дормель, бельгійський кінорежисер, сценарист, продюсер і актор.
- 22 лютого — Чернявський Олександр Григорович, радянський, український кіноактор.
- 27 лютого — Тетяна Догілєва, радянська і російська акторка театру і кіно.
- 28 лютого — Джон Туртурро, американський актор.
- 17 березня — Дмитро Астрахан, російський режисер театру і кіно.

- 20 березня — Спайк Лі, американський кінорежисер, сценарист і актор.
- 25 квітня — Омарова Гаміда Мамед-кизи, азербайджанська акторка.
- 26 травня — Бенюк Богдан Михайлович, український актор театру і кіно.
- 17 червня — Есмі Персі, англійський актор кіно.
- 29 березня — Кристофер Ламберт — французький актор.
- 3 липня — Яковлєва Олександра Євгенівна, радянська і російська акторка. Народна артистка Росії.
- 14 липня — Чигляєв Валерій Іванович, радянський і український актор театру та кіно, гуморист, шоумен, продюсер, режисер.
- 30 липня — Ташков Андрій Євгенович, російський актор. Заслужений артист Росії (1994).
- 7 серпня:
  - Смородіна Людмила Геннадіївна, радянська і українська акторка театру і кіно
  - Альгіс Арлаускас, радянський, російський та іспанський актор театру і кіно, режисер та сценарист.
- 8 серпня — Еван Стюарт, шотландський актор.
- 10 серпня — Андрій Краско, радянський і російський актор театру і кіно.
- 28 серпня — Деніел Стерн, відомий актор і комік.
- 28 вересня — Тарадайкін Ігор Георгійович, радянський і російський актор кіно та дубляжу.
- 3 листопада:
  - Дольф Лундгрен, шведський актор, режисер, спортсмен-каратист.
  - Завальський Олександр Васильович, український актор театру, кіно та дубляжу, режисер, педагог.
- 6 грудня — Михайло Євдокимов, артист естради, гуморист, кіноактор, заслужений артист Росії.
- 8 грудня — Голуб Марина Григорівна, російська акторка театру та кіно, телеведуча.
- 18 грудня — Скляр Ігор Борисович, російський актор.
- 27 грудня — Чарльз Бенд, американський режисер і продюсер фільмів жахів.
- 31 грудня — Сєров Сергій В'ячеславович, радянський та російський актор театру і кіно.

### Померли
- 6 січня:
  - Бучма Амвросій Максиміліанович, український актор і режисер.
  - Віґґо Ларсен, данський актор, кінорежисер і продюсер (нар. 1880)
- 14 січня — Гамфрі Богарт, американський кіноактор.
- 25 січня — Безгін Борис Опанасович, радянський актор театру і кіно.
- 19 лютого — Марта Торен, шведська акторка.
- 5 березня — Вільям Кемерон Мензіс, американський художник-постановник і артдиректор, який також працював режисером, продюсером і сценаристом.
- 17 березня — Ів Міранд, французький драматург, сценарист та кінорежисер (нар. 1876).
- 25 березня — Макс Офюльс, німецький, французький та голлівудський кінорежисер.
- 12 травня — Еріх фон Штрогейм, американський кінорежисер, актор, сценарист.
- 21 травня — Вертинський Олександр Миколайович, російський та радянський кіноактор, композитор, поет і співак.
- 24 червня — Дунайський Антон Васильович, український актор театру і кіно.
- 24 липня — Саша Гітрі, французький актор, режисер, драматург, сценарист.
- 7 серпня — Олівер Гарді, американський комедійний актор.
- 21 серпня — Браун Володимир Олександрович, український радянський кінорежисер, сценарист.
- 30 вересня — Коміссаров Микола Валер'янович, український і російський актор, режисер.
- 29 жовтня — Луїс Барт Маєр, американський кінопродюсер.
- 29 листопада — Еріх Вольфганг Корнгольд, австрійський композитор та піаніст, автор музики до кінофільмів.
- 2 грудня — Гаррісон Форд, американський актор театру і німого кіно.
- 11 грудня — Мюзидора, французька акторка, сценаристка, режисерка (нар. 1889).
- 23 грудня — Комаров Сергій Петрович, радянський актор театру і кіно, режисер, сценарист, педагог.
- 24 грудня — Норма Толмадж, американська акторка і продюсерка.